# Ящерка (приток Бурначки)
Ящерка — река в России, протекает в Тамбовской области. Правый приток реки Бурначка.

## География
Река берёт начало у деревни Малая Ящерка Токарёвского района. Течёт на юг по открытой местности. Устье реки находится у деревни Рыбкино Жердевского района в 14 км по правому берегу реки Бурначка. Длина реки составляет 17 км, площадь водосборного бассейна — 57,1 км².

## Данные водного реестра
По данным государственного водного реестра России относится к Донскому бассейновому округу, водохозяйственный участок реки — Савала, речной подбассейн реки — Хопер. Речной бассейн реки — Дон (российская часть бассейна).
Код объекта в государственном водном реестре — 05010200312107000007140.